# Nicolò Mineo
Nicolò Mineo (Alcamo, 2 gennaio 1934 – Giarre, 6 febbraio 2023) è stato un critico letterario, filologo e politico italiano.
Insegnò Letteratura italiana nella Facoltà di Lettere e Filosofia dell'Università di Catania e per alcuni anni nello stesso tempo nell'Istituto Universitario di Magistero di Catania, nonché nell'Ateneo di Enna; fu Presidente del Comitato Scientifico della Fondazione Verga e Presidente del Corso di laurea in Lettere, Direttore del dipartimento di Filologia moderna, Preside della Facoltà di Lettere e Filosofia dell'Università di Catania. Era professore emerito dal 2010.

## Biografia
Nato ad Alcamo nella Provincia di Trapani, Mineo si laureò in Lettere classiche nella Facoltà di lettere e filosofia dell'Università di Catania nel 1956, con una tesi su Carducci seguita da Carlo Grabher; si perfezionò poi alla Scuola Normale di Pisa, dove seguì i corsi di Luigi Russo, Antonio Russi, Bruno Nardi, Carlo Ludovico Ragghianti, e a Parigi, dove ebbe modo di conoscere Paul Renucci. La dissertazione alla Normale era incentrata su Giusti.
Dopo aver insegnato italiano e latino nei licei classici di Adrano (1958-1960) e di Giarre dal 1958-59 al 1968-69, dal 1958 al 1968 fu assistente volontario di Letteratura italiana nella Facoltà di lettere dell'ateneo di Catania, con incarichi di esercitazioni di letteratura italiana presso la facoltà Magistero di Catania; dal 1969 al 1980 fu assistente di ruolo di Letteratura italiana e professore incaricato di Letteratura italiana nella Facoltà di Lettere e Filosofia di Catania.
Fu consigliere comunale per il PSIUP a Giarre negli anni Sessanta: divenne anche segretario della sezione di Giarre dal 1970 al 1972.
Libero docente dal 1971, fu professore ordinario di Letteratura italiana nella Facoltà di Lettere e Filosofia di Catania dal 1980-81 al 2008-2009: fu poi professore a contratto di Letteratura italiana moderna e contemporanea e di Letteratura italiana negli anni accademici 2005-2006 e 2007-2008, 2009-2010 nell'Università Kore di Enna.
Mineo tenne corsi specialistici su Giovanni Verga  e su Dante nelle Università di Parigi (1993) e di Tours (1998). 
Fu fra gli artefici dell'istituzione del Dipartimento di Filologia moderna dell'Università di Catania, del quale fu Direttore dal 1982 fino al 1999 (con un'interruzione di un anno); in seguito divenne Preside della Facoltà di Lettere e Filosofia per due mandati: 1999-2002 e 2002-2005.
Ideò e promosse l'istituzione del Dottorato in Filologia moderna, interno al Dipartimento. Fu anche incaricato dell'Ateneo per la Formazione. 
Creò e diresse la Scuola siciliana di Specializzazione per l'insegnamento, sezione di Catania. 
Fu Assessore alla Cultura e Istruzione di Giarre (1994-2001), dove promosse l'istituzione del Corso di laurea triennale per Traduttori e Interpreti, e anche responsabile dell'Istituto Gramsci siciliano di Catania negli anni Ottanta. 
Fu socio fondatore della Société dantesque de France, presidente della Società di Storia patria e Cultura di Giarre e Riposto, presidente onorario del Gruppo Convergenze di Catania e cittadino onorario dei Comuni di Giarre e di Riposto.
Fu membro del Direttivo nazionale dell’ADI (Associazione degli Italianisti Italiani).
Aveva al suo attivo più di trecento pubblicazioni tra volumi e saggi apparsi in riviste e in Atti di Convegni nazionali e internazionali; si occupò soprattutto di Dante, della letteratura italiana dal Settecento al Novecento, e in particolare di Alfieri, Foscolo, Vincenzo Monti, Leopardi, Manzoni, Giusti, Verga, Pirandello, Brancati, Sciascia.
Nell'ultimo ventennio pubblicò molti saggi su di Breme, Carducci, Capuana e sulle poetiche del verismo; e ancora su Pascoli, D'Annunzio, Luigi Russo, Santo Calì, Sebastiano Addamo. Scrisse altresì saggi di teoria letteraria e organizzò vari convegni e seminari, curando la stampa dei relativi atti, oltre a dirigere e a curare numeri unici di riviste.
Da febbraio 2019 pubblicò settimanalmente, il venerdi, sul quotidiano La Sicilia, un articolo dantesco. 
Una sua essenziale autobiografia intellettuale è Il mio percorso storico-critico. Una vita allo specchio, in Studi in onore di N. M., "Siculorum Gymnasium", 2005-2008, Tomo I.

## Incarichi
- dall'anno scolastico 1958-59 al 1968-69: docente di Lettere italiane e latine nei Licei classici
- 1960-1961: fa parte della redazione della rivista «Incidenza».
- dal 1981 al 1999: Presidente del Consiglio del Corso di laurea in Lettere dell'Università di Catania, dove introduce diverse innovazioni per l'attuazione graduale degli orientamenti di riforma dell'Università.[1]
- dal 1982 al 1999: Direttore del Dipartimento di Filologia Moderna
- dal 1999/2000 al 2004/2005: Preside della Facoltà di Lettere e Filosofia per due mandati.
- 1994-2001: Assessore alla Cultura e Istruzione del Comune di Giarre
- anni '80: responsabile della Sezione di Catania dell'Istituto Gramsci siciliano.
- dagli anni '80, sino al 2009: coordina i Corsi integrativi per i diplomati delle Scuole Secondarie.
- dal 1999 al 2005: Preside della Facoltà di Lettere e Filosofia dell'Università di Catania,
- Marzo 2008: eletto Vicepresidente della Fondazione Verga e Direttore del suo Comitato scientifico.
- Ha fondato e dirige la “Lectura Dantis siciliana” di Catania.  e Direttore del Centro di studi verghiani di Vizzini.
- Ha promosso, per delega dei Rettori Gaspare Rodolico, Enrico Rizzarelli, Ferdinando Latteri, l'istituzione della Scuola Siciliana di Specializzazione all'insegnamento secondario e ne ha diretto tra il 1999 e il 2001 la Sezione di Catania.[1]
- Dal 2004 al 2009 è stato responsabile del progetto 10, Museo dei Benedettini, del Catania-Lecce.
- Ha fondato nel 1980 e diretto la rivista “Le forme e la storia” che ora condirige.
- Ha condiretto dal 1974 al 1999 e diretto dal 1999 al 2005 "Siculorum Gymnasium".
- Fa parte del comitato scientifico di "Siculorum Gymnasium", “Moderna”, “Linguistica e letteratura”, “Letteratura italiana antica”, “Crocevia”.
- Fa parte, fin dall'istituzione, del Comitato direttivo della rivista ”Annali della Fondazione Verga”, che ha diretto dal 2008 al 2011 e ora condirige con la collega Gabriella Alfieri.
- Ha fatto parte del Comitato nazionale per la celebrazione del Duecentesimo della nascita e per l'Edizione Nazionale di Giuseppe Giusti.
- Presidente del comitato scientifico del Seminario dantesco dell'università di Catania.
- È socio fondatore della Société dantesque de France
- Presidente della Fondazione Compagnino di Militello
- Presidente del Comitato scientifico della “Lectura Dantis siciliana” di Palermo
- Ha ideato e condirige (coi colleghi Antonio di Grado e Andrea Manganaro) la collana di monografie critiche "Scrittori d'Italia".

## Premi e riconoscimenti
Mineo ha avuto vari premi per l'attività scientifica: 
- 1986 Premio nazionale di cultura "Castello svevo" di Augusta
- 2001 premio Val di Comino
- 2007 Premio Martoglio di Agrigento[1]
- Riconoscimenti dalle amministrazioni dei Comuni di Giarre, Riposto, Sant'Alfio, Milo
- Cittadino onorario dei Comuni di Giarre e di Riposto

## Opere principali
- Nuovi inediti di Giuseppe Giusti, in "Annali della Scuola Normale Superiore di Pisa", 1958
- Profetismo e Apocalittica in Dante, dalla Vita Nuova alla Divina Commedia, Catania, Facoltà di lettere e Filosofia, 1968. Ristampato nel 2018.
- Dante, Roma-Bari, Laterza, 1970. Più volte ristampato.
- Letterati e politica tra Rivoluzione e Risorgimento, Catania, Giannotta 1974
- Foscolo, Roma-Bari, Laterza, 1976
- Cultura e letteratura dell'Età Napoleonica, Roma-Bari, Laterza, 1976
- Società, politica e ideologia nell'opera del Verga dal romanzo storico al verismo, in "Annali della Fondazione Verga", II (1985)
- Letteratura in Sicilia, Catania, Tringali, 1988
- Vincenzo Monti: la ricerca del sublime e il tempo della rivoluzione, Pisa, Giardini, 1991
- Per una rilettura del teatro tragico alfieriano, in “Annali alfieriani”, V (1994), pp. 43–63
- La poesia di Giuseppe Giusti, in AA.VV., Giuseppe Giusti. Il tempo e i luoghi, a cura di M. Bossi e M. Branca, Firenze, Olschki 1999, pp. 153–174
- Cultura e letteratura del Settecento in Italia, Catania, Dipartimento di Filologia Moderna, Università di Catania, 2001
- Lettura dell'«Inno ai Patriarchi» di Giacomo Leopardi, in La Bibbia libro di tutti?, a cura di G. Ruggeri, Quaderni di Sinaxis 17, Atti del Convegno di studi organizzato dallo Studio Teologico S. Paolo e dalle Facoltà di Lettere e Filosofia e Lingue e letterature straniere dell'Università di Catania (3-4 aprile 2003), Firenze, Giunti, pp. 199–236
- Dante: un sogno di armonia terrena, voll. I-II, Torino, Stampatori, 2005
- Mondo classico e città terrena in Dante, in «Sigma», XIII (1980), 2-3, pp. 29-67 [poi in Dante: un sogno di armonia terrena(2005), I, pp. 53-85].[2]
- Saggi e letture per Dante, Caltanissetta, Sciascia 2008
- Della letteratura, della critica e dello studio «storico» della letteratura, in “Le forme e la storia”, n. s., I (2008), nn. 1-2
- Ordine e disordine nella «Commedia», in Ordine, Atti Secondo Colloquio Internazionale di Letteratura italiana, a cura di S. Zoppi Garampi (Napoli, 12-14 ottobre 2006), Napoli, CUEN 2008), pp. 47–72
- Il silenzio di Virgilio: «Inferno», I, 63, in “La rassegna della letteratura italiana”, 113, serie IX (2009), pp. 5–19.
- Il Dante di Auerbach, in “Moderna”, XI (2009), pp. 121–34
- Lettura di «Inferno» XXIII, in A. VV.,Dante tra antichità, Medioevo ed età moderna, a cura di S. Cristaldi e C. Tramontana, Catania, CUECM 2009, pp. 11–69
- Per una rilettura del canto XXIII del «Purgatorio», in Studia humanitatis. Saggi in onore di Roberto Osculati, a cura di Arianna Rotondo, Roma, Viella 2011, pp.  201–214
- Rilettura di letture: il canto XXX del «Paradiso» e i «tempi ultimi», in Del nomar parean tutti contenti. Studi offerti a Ruggiero Stefanelli, a cura di P. Guaragnella, M. B. Pagliara, P. Sabbatino, L. Sebastio, Bari, Progedit 2011, pp. 82–118
- Tra «Lecturae» e testo, simonia e «profetismo» nel canto XIX dell'«Inferno»,in Università degli Studi di Napoli “L'orientale”, Lectura Dantis 2002-2009, Omaggio a Vincenzo Placella per i suoi settanta anni, a cura di A. Cerbo e M. Semola, Napoli, Il Torcoliere, 2011, t. III, pp. 899–928.
- Cultura e Illuminismo. La letteratura nell'Italia del Settecento, Acireale-Roma, Bonanno, 2011, pp. 1–800.
- Alfieri e la crisi europea, Milano, Franco Angeli, 2012, pp. 1–213.
- Foscolo, Acireale - Roma, 2012, pp. 1–304.
- Inferno VI.Tra «lectura» e testo: il peccato di gola come colpa simbolo, in Lectura Dantis Bononiensis, vol. II, Bononia University Press, 2012, pp. 23-57.
- La profezia del Veltro e la composizione della «Divina Commedia», in “Le forme e la storia”,  Letteratura, alterità, dialogicità. Studi in onore di Antonio Pioletti, 2015, 1-2.
- Dante: dalla «mirabile visione» a l’«altro viaggio». Tra «Vita Nova» e «Divina Commedia», Ravenna, Longo 2016, pp. 1-200.
- Purgatorio VI. L’«Infermità» italiana, in Lectura Dantis Bononiensis, vol. VI, Bononia University Press, 2017, pp. 69-93.
- La missione di Dante e la speranza, in «Studi in memoria di C. Colicchi» (1983), pp. 63-70 [poi in Dante: un sogno di armonia terrena (2005), I, pp. 87-90].
- Per un'analisi della struttura significante del dialogo nella “Divina Commedia”, in «Letture classensi. XVII» (1988), pp. 9-21 [poi in Dante: un sogno di armonia terrena(2005), II, pp. 263-274].
- Canto IV, in «Lectura Dantis Neapolitana. Purgatorio» (1989), pp. 57-92 [poi in Dante: un sogno di armonia terrena(2005), II, pp. 25-55, con il titolo: Lettura del canto IV del "Purgatorio": la vita come tensione].
- Dante nella critica del Cesareo, in «Giovanni Alfredo Cesareo» (1990), pp. 79-95 [poi in Dante: un sogno di armonia terrena(2005), I, pp. 149-161].
- La tragedia di Paolo e Francesca nella storia e nei commenti trecenteschi, in «Le forme e la storia», n.s., IV (1992), 1-2, pp. 61-81 [vol. monografico dal titolo «Amore, gioia, morte. Forme e ricezione di storie d'amore medievali»; poi in Dante: un sogno di armonia terrena(2005), II, pp.].
- Il canto XI del "Paradiso". La "Vita" di San Francesco nella "festa di paradiso", in «I primi undici canti del Paradiso» (1992), pp. 223-320 [poi in Dante: un sogno di armonia terrena(2005), II, pp. 105-180].
- Ancora su "Paradiso" XII 106-45, in «Miscellanea di studi danteschi in memoria di Silvio Pasquazi» (1993), II, pp. 551-588 [poi in Dante: un sogno di armonia terrena (2005), II, pp. 181-217].
- L'allegoria della "Divina Commedia", in «Allegoria. Per uno studio materialistico della letteratura», n.s. 5, XIII (1993), pp. 7-36 [poi in Dante: un sogno di armonia terrena (2005), I, pp. 163-189].
- Foscolo e la riscoperta di Dante, in «Siculorum Gymnasium. Rassegna della Facoltà di Lettere e Filosofia dell'Università di Catania»(1995), pp. 301-320 [poi in «Le forme e la storia» VIII (1996), 1, pp. 69-87; poi in «Pour Dante» (2001) pp. 429-446; poi in Dante: un sogno di armonia terrena (2005), I, pp. 133-147]
- Per l'interpretazione del canto XXIX del "Paradiso", in «Bibliologia e critica dantesca» (1997), II, pp. 243-262 [e in «Le forme e la storia» n.s. X (1997), 1-2, pp. 109-132 vol. monografico dal titolo «Letture dantesche III» (Lectura Dantis Siciliana); poi in Dante: un sogno di armonia terrena (2005), II, pp. 243-261].
- Gli spirituali francescani e l'"Apocalisse" di Dante, in «Rassegna della letteratura italiana», s. 9ª, 102 (1998), 1, pp. 26-46 [poi in «Pour Dante» (2001) pp. 99-125; poi in Dante: un sogno di armonia terrena(2005), II, pp. 219-242]. 18.
- Ancora su Dante e il "Libro della Scala", in «Medioevo romanzo e orientale. Il viaggio dei testi» (1999), pp. 557-584 [poi in Dante: un sogno di armonia terrena(2005), I, pp. 99-124].
- Canto VI, in «Lectura Dantis Neapolitana. Paradiso» (2000), pp. 89-145 [poi in Dante: un sogno di armonia terrena(2005), II, pp. 57-104, con il titolo: Lettura del canto VI del "Paradiso". Il regno della giustizia].
- Il "commento" come forma della narrazione nella "Divina Commedia", in «Letture classensi. XXIX» (2000), pp. 131-141 [poi in Dante: un sogno di armonia terrena(2005), II, pp. 275-283].
- Conclusioni, in «Dante e il Giubileo» (2000), pp. 215-221 [poi in Dante: un sogno di armonia terrena(2005), I, pp. 91-97, con il titolo Dante e il Giubileo del 1300].
- Dante: un sogno di armonia terrena, in «Letture classensi. XXIX» (2000), pp. 191-237 [anche in «Le forme e la storia», n.s., XI (1998) 1-2, pp. 17-64 (Studi in ricordo di Sergio Romagnoli); poi in Dante: un sogno di armonia terrena (2005), I, pp. 15-52].
- Lettura del canto VIII dell'"Inferno", in «L'Alighieri. Rassegna dantesca», 45, n.s., XXIV (2004), pp. 53-77.
- Gemme e metalli preziosi in Dante, in Dante: un sogno di armonia terrena (2005), pp. 125-131.
- Dante e il Giubileo del 1300, in Dante: un sogno di armonia terrena (2005), p. 91.
- Dante: un sogno di armonia terrena, Torino-Catania, Tirrenia Stampatori-Università di Catania. Dipartimento di Filologia Moderna, 2005, voll. 2, pp. 198; 324 (L'Avventura Letteraria).
- Schede dall'"Enciclopedia dantesca", in Dante: un sogno di armonia terrena (2005), II, pp. 287-309.
- Dante e il "Libro della Scala", in «Echi letterari della cultura araba nella lirica provenzale e nella Commedia di Dante» (2006), pp. 109-129.
- Lettura del canto XII del "Purgatorio", in «Rassegna della letteratura italiana», s. 9ª, 111 (2007), 1, pp. 31-54.
L’educazione politica in Italia: un antico problema, in Democrazia, educazione e populismo, a cura di Stefano Salmeri, Leonforte, Euno Edizioni 2012, pp. 105-20. 
Il silenzio di Virgilio: Inferno, I, 63, in Silenzio, Atti del terzo Colloquio internazionale di Letteratura italiana, Napoli, 2-4 ottobre 2008, Roma, Salerno Editrice 2012, pp. 81-103. 
Sciascia anticipatore e la parabola di Candido Munafò, in “Le forme e la storia”, n. s., 2012, 1, pp. 155-64   
Alfieri e la crisi europea, Milano, Franco Angeli, pp. 1-213. 
«Medietà» e arte in Giuseppe Giusti: società, politica, satira, in Giuseppe Giusti, Atti dei Convegni di Monsummano Terme, Firenze, Pistoia (2009-2010),  a cura di E. Benucci e E. Ghidetti, RM Print Editore, Firenze, pp. 81-102.  
Tra «lectura» e testo: il peccato di gola come colpa simbolo, in Lectura Dantis Bononiensis, vol. II, Bononia University Press, pp. 23-57. 
Foscolo, Acireale-Roma, Bonanno 2012, pagg. 303. 
La Commedia: Paradiso, in Dante. Incontri ingauni, I classici della letteratura italiana, a cura di Giannino Balbis e Valter Boggione. Atti del Convegno (Albenga, 13-14 aprile 2012), Comune di Albenga, Edizioni del Delfino Moro, Albenga 2013, pp.  11-382  
Fortuna, Libertà e Volontà nell’antropologia dantesca, in “Linguistica e Letteratura”, XXVIII, 1-2 (2013), pp. 9-37.  
La «donna vittima» nel romanzo del Sette-Ottocento, in La narrazione delle donne, Studi di letteratura italiana moderna e contemporanea dedicati ad Alida D’Aquino, a cura di Mariagiovanna Italia, Acireale-Roma, Bonanno 2013, pp. 7-25. 
«Paradiso», XXV, 1-3: i «molt’anni» della composizione del «poema sacro», in  “L’Alighieri”, LV (2014), pp. 5-17. 
Foscolo: coscienza di sé e del mondo e poesia, in Studi in onore di Enrico Ghidetti, a cura di A. Nozzoli e R. Turchi, Firenze, Le Lettere 2014, pp. 175-185.           
L’idea di unità d’Italia tra «triennio giacobino» e primo Foscolo, in Unità. Atti del quarto Colloquio internazionale di Letteratura italiana, Napoli, 6-8 ottobre 2010, a cura di S. Zoppi Garampi, Roma, Salerno editrice 2014, pp. 135-155. 
Miti classici come preannunci messianici nel «Paradiso» di Dante, in Lecturae Dantis, a cura di S. Cristaldi e S. Italia, “Le forme e la storia”, n. s. VII, 2014, 2, pp. 81-103.  
Lisabetta da Messina e la quarta giornata del «Decameron», in Boccaccio e la Sicilia, a cura di G. Manitta, Rende, Il Convivio 2015, pp. 167-75. 
Donne e amori nel «Ciclo dei Corsari», in Dalla Sicilia a Mompracem e altro. Studi per Mario Tropea in occasione dei suoi settant’anni, a cura di G. Sorbello e G. Traina, Caltanissetta, Edizioni Lussografica, 2015, pp. 751-61. 
La profezia del Veltro e la composizione della «Divina Commedia», in “Le forme e la storia”,  Letteratura, alterità, dialogicità. Studi in onore di Antonio Pioletti, 2015, 1-2,   
Dante: dalla «mirabile visione» a «l’altro viaggio». Tra «Vita Nova» e «Divina Commedia», Ravenna, Longo 2016 (novembre), pp. 200. 
Il «Dante» di Ezio Raimondi, in Ezio Raimondi lettore inquieto, a cura di A. Battistini, Bologna, Il Mulino, 2016, pp. 77-89.  
Storia della Buccolica di Giovanni Meli nella storia del secondo settecento siciliano, in Giovanni Meli 200 anni dopo. Poesia, Scienza, Luoghi, Tradizione. Atti del Convegno promosso nel 200º anniversario della morte.  Palermo, Cinisi, Terrasini, 4-7 dicembre 2015, a cura di Giovanni Ruffino, Centro di studi filologici e linguistici siciliani, Palermo 2016, pp. 309-35.  
Trasformazione e stabilizzazione nella fiaba di Capuana, in Atti del Congresso per il centenario della morte (Catania, 11-12 dicembre 2015),  a cura di D. Marchese, «Annali della Fondazione Verga», n. s., 8 (2016), pp. 9-20.  
Per una rilettura della "Divina Commedia": un messaggio 'per sempre', in “Le forme e la storia”, 2016, 2, Lecturae Dantis. Dante oggi e letture dell’«Inferno», a cura di Sergio Cristaldi, pp. 7-36.  
Purgatorio VI. L’«Infermità» italiana, in Lectura Dantis Bononiensis, vol. VI, Bononia University Press, 2017, pp. 69-93.  
Per una rilettura di "Libertà" di Giovanni Verga, In «Annali della Fondazione Verga», 2107, 10, Moti popolari nella letteratura italiana tra Unità e Prima Guerra Mondiale, pp. 63-102   
Il «Viaggio in Grecia» di Saverio Scrofani, in AA. VV., Percorsi, erranze, approdi. Tempi e spazi del viaggio, Atti derl Convegno di studio, Udine, Palazzo Antonini, 26-28 aprile 2017, a cura di F. Savorgnan Cerneu di Brazzà, I. Cavallaro e R. Norbedo, Udine, LINT editoriale, 2017, pp. 103-26.  
Monti e il romanticismo: estraneità e partecipazione, in I ‘Manifesti romantici’ e la polemica sul Romanticismo, “Moderna”, 1-2, 2018, pp. 227-46. 
Dante, «Inferno» I-II: i canti proemiali, SiKE, Euno Edizioni, Leonforte 2018, pp. 231.
- La poesia nel mondo globalizzato, in «e tutto ti serva di libro». Studi in onore di Pasquale Guaragnella, Bari, Argo, 2019, pp. 720-37.
- Riscatto del peccato originale e nuovo «dirubamento», «Le forme e la storia», n. s., XIII (2020), 1
- Martoglio-Capuana, in «Lunario Nuovo», marzo 2021
- Per uno schema essenziale di lettura del «Purgatorio» per “parti”, in «Le forme e la storia», n. s., XIV, 1, 2021

### Curatele
- Atti del Convegno "Pirandello siciliano ed europeo", (Catania, 12 13 marzo 1982), numero unico de "Le forme e la storia”, II (1982)
- AA. VV., Altro su Verga, a cura di N. M., Catania, Prova d'Autore, 1989
- AA. VV., Luigi Russo. Un'idea di letteratura a confronto, Atti del Convegno nazionale tenutosi a Caltanissetta e Delia dal 15 ottobre al 18 ottobre 1992, a cura di N. M., Caltanissetta, Sciascia 1997
- Letture classensi, vol. 17, Ciclo curato da N.M., Ravenna, Longo, 1988
- Cielo d'Alcamo e la letteratura del Duecento, Atti delle giornate di studio, Alcamo 30-31 ottobre 1991
- Letture classensi, vol. 29, Ciclo 1999, Costruzione narrativa e coscienza profetistica nella «Divina Commedia», a cura di N. M., Ravenna, Longo 2000
- AA.VV., Vittorio Alfieri nella critica novecentesca, Atti del Convegno nazionale di Studi, Catania 29-30 novembre 2002, a cura di N. M., Catania, Officina Carta 2005
- “Moderna”, VIII, 1-2 (2006), Il romanzo e la storia
- "Moderna", XIII, 2 (2011), Letteratura e Risorgimento
- 11- «Annali della Fondazione Verga», 2107, 10, Moti popolari nella letteratura italiana tra Unità e Prima Guerra  Mondiale.
- 12- “Moderna”, 1-2, 2018, I ‘Manifesti romantici’ e la polemica sul Romanticismo
- Supervisione e Introduzione (pp. 1-25) e Schemi di lettura di Inferno, Purgatorio, Paradiso (pp. 28-31, 190-3, 352-5), per N. M., D. Cuccia, L. Melluso, Testi, strumenti, percorsi, Palermo, Palumbo 1996.Più volte ristampato.
- A. Manzoni, I promessi sposi, a cura di N. Mineo e C. Peligra, Palermo, Palumbo, 1998. Più volte ristampato.
- Scritture e culture. Tomi A-B-C. Per le Scuole superiori. (Con espansione online) in collaborazione con Peligra Corrado e Peluso Francesco;  edizioni Palumbo, 2009
- Supervisione e Introduzione (pp. 1-25) e Schemi di lettura di Inferno, Purgatorio, Paradiso (pp. 28-31, 190-3, 352-5), per N. M., D. Cuccia, L. Melluso, Testi, strumenti, percorsi, Palermo, Palumbo 1996.